# Ведено (крепость)
Крепость Ведено расположена в одноимённом селении Веденского района Чечни. Построена в XIX веке русскими войсками. Её также называют крепостью Шамиля. От первоначального вида крепости сохранились только стены и бастионы. В крепости были проведены реставрационные работы.

## История
Крепость Новое Дарго (Крепость Шамиля) располагалась выше селения Ведено на ровном плато Дишнийн Ведана, выкупленном летом 1845 года у дишнинцев. 1 апреля 1859 года крепость была взята силами отряда Отдельного Кавказского корпуса Кавказской армии под командованием Н. И. Евдокимова в результате осады и штурма. В марте 1859 года, немного ниже крепости Шамиля было построено царское укрепление Новое Ведено (штаб-квартира Куринского полка), перестроенное позже в каменную крепость Ведено.
В начале 1918 года численность гарнизона крепости составляла более 2500 солдат и офицеров, а всего обитателей крепости вместе с семьями было свыше 3 тысяч человек. На вооружении имелось 25 пушек и тяжелых гаубиц, несколько тысяч винтовок, десятки пулеметов.

## В искусстве
Турпал Джабраилов исполняет песню «Крепость Ведено».

## Галерея
- Крепость Ведено. Дом, в котором жили княжны Орбелиани и Чавчавадзе в плену у Шамиля. Художник Т. Горшельт, 1859 год.